# Partit Republicà d'Esquerra - Alternativa Republicana de Catalunya
Partit Republicà d'Esquerra - Alternativa Republicana de Catalunya conegut com a Partit Republicà d'Esquerra o PRE - ALTER és la federació catalana del partit polític federal i republicà d'àmbit espanyol anomenat Alternativa Republicana (ALTER)  Arxivat 2020-09-29 a Wayback Machine. creat el maig de l'any 2013 a Vallecas (Madrid) pels partits republicans espanyols històrics Acción Republicana Democrática Española, antics militants d'Izquierda Republicana, la federació catalana d'Izquierda Republicana Partit Republicà d'Esquerra i Unió Republicana (1934).